# Superkind
Superkind (hangul: 슈퍼카인드; zapis stylizowany: SUPERKIND) – południowokoreański boysband utworzony przez Deep Studio Entertainment, oryginalnie składający się z pięciu członków: Eugene, Geon, Daemon, Saejin i SiO. Grupa zadebiutowała 20 czerwca 2022 roku singlem PlaySuperkind : Apply for a Beta Test. Kilka miesięcy po debiucie do grupy dołączyli Seung i JDV.

## Nazwa
Nazwa grupy jest anagramem słów „Nuke”, „Prid” i „S”, gdzie „Nuke” odnosi się do wirtualnych członków, a „Prid” do prawdziwych członków. „S” jest tajemniczą istotą, która ich łączy. Nazwa Superkind odzwierciedla dążenie grupy do znalezienia litery „S” i uzupełnienia anagramu.

## Historia

### 2019-2021:Yours Project
W 2019 roku Deep Studio Entertainment zaprezentowało przeddebiutancki projekt o nazwie Yours Project. Firma, która od swojego powstania w 2017 roku specjalizuje się w technologii deepfake, zamierzała zadebiutować wirtualnego idola wzorowanego na wirtualnym piosenkarzu z 1998 roku, Adamie.
Deep Studio Entertainment rozpoczęło rekrutację prawdziwych stażystów do projektu, aby dowiedzieć się, czego chcą fani i jak powinni z nimi współdziałać, aby zwiększyć sukces projektu. Projekt opierał się na głosowaniu fanów, którzy mogli wybrać, których stażystów chcą widzieć na fancamach i rozmawiać z nimi za pośrednictwem serwera Discord. Projekt został jednak odwołany w 2021 po odejściu kilku stażystów.
Pod koniec 2021 roku Deep Studio Entertainment zastąpiło media społecznościowe Yours Project mediami Superkind, a w listopadzie ujawniła wirtualnego członka, Saejina. 

### Od 2022: Debiut zPlaySuperkind: Apply for a Beta Test
W styczniu 2022 roku ukazał się debiutancki zwiastun Saejina, a pozostałych czterech członków ujawniono w marcu. 20 czerwca grupa zadebiutowała digital singlem PlaySuperkind : Apply for a Beta Test. 
27 lipca ogłoszono, że nowym członkiem zostanie JDV. 8 grudnia Seung, drugi wirtualny członek, został dodany do grupy. 
17 marca 2023 grupa wydała swój drugi digital single PlaySuperkind : Player Gauge 200.
18 października grupa wydała swój pierwszy minialbum Profiles of The Future (Λ) : 70% i jego główny singiel „Beam me up (2Dx3D)”.

## Członkowie
| Pseudonim   | Pseudonim | Prawdziwe imię | Prawdziwe imię | Data urodzenia   | Pozycje w zespole                |
| Latynizacja | Hangul    | Latynizacja    | Hangul         | Data urodzenia   | Pozycje w zespole                |
| ----------- | --------- | -------------- | -------------- | ---------------- | -------------------------------- |
| Eugene      | 유진      | Gil Gisung     | 길기성         | 20 września 1999 | raper, wokalista                 |
| Geon        | 건        | Jeong Geon     | 정건           | 10 stycznia 2000 | wokalista                        |
| Demon       | 대이먼    | Go Daeyun      | 고대윤         | 10 kwietnia 2001 | lider, tancerz, raper, wokalista |
| Saejin      | 세진      | Jung Saejin    | 정세진         | 7 marca 2002     | wokalista                        |
| SiO         | 시오      | Hong Sukyoung  | 홍석영         | 6 lutego 2004    | wokalista                        |
| Seung       | 승        | So Huiseung    | 소희승         | 29 lutego 1481   | raper                            |
| JDV         | —         | Lee Juchan     | 이주찬         | 1 czerwca 2004   | tancerz, wokalista, maknae       |

## Dyskografia

### Minialbumy
| Rok  | Dane dot. albumu | Najwyższa pozycja | Sprzedaż     |
| Rok  | Dane dot. albumu | KOR               | Sprzedaż     |
| ---- | --- | ----------------- | ------------ |
| 2023 | Profiles of The Future (Λ) : 70% - Wydanie: 18 października 2023 - Wytwórnia: Deep Studio Entertainment - Format: CD, digital download, streaming | 21                | - KOR: 6 336 |

### Single
| Rok  | Tytuł                | Najwyższa pozycja | Album                                 |
| Rok  | Tytuł                | KOR               | Album                                 |
| ---- | -------------------- | ----------------- | ------------------------------------- |
| 2022 | „Watch Out”          | –                 | PlaySuperkind : Apply for a Beta Test |
| 2023 | „Moody”              | –                 | PlaySuperkind : Player Gauge 200      |
| 2023 | „Beam me up (2Dx3D)” | –                 | Profiles of The Future (Λ) : 70%      |